# 烏克蘭空軍日
烏克蘭空軍日（烏克蘭語：День Повітряних Сил Збройних Сил України），是烏克蘭空軍的全國性職業假日，烏克蘭空軍及軍事飛行員在每年8月的最後一個星期日慶祝這一節日。

## 歷史
烏克蘭空軍日的前身是防空部隊日。隨著2004年，防空部隊和空軍合併，烏克蘭現代空軍成立，防空部隊日被取消，合併入航空日中。
2007年6月27日，烏克蘭總統維克托·尤先科發佈第579/2007號總統令，為軍事飛行員設立了自己的節日——烏克蘭空軍日，並決定在8月的第一個星期日慶祝，從而將本身為民用和軍事飛行員共同的慶祝節日航空日劃分。